# Шугнан
Шугнан (на персийски: شغنان‎; на таджикски: Шуғнон) е историко-географска област в Централна Азия.
Традиционно областта, разположена в планинския масив Памир, включва долината на река Гунт. Днес река Пяндж я разделя на две части в границите на Таджикистан и Афганистан – съответно Шугнански район на таджикистанската Горнобадахшанска автономна област и Шигнански район на афганистанската провинция Бадахшан. Повечето жители на областта са от етническата група шугнанци (тадж. Шуғнон, шугн. Xuγ˘nůn).